# Klejoporek dwubarwny

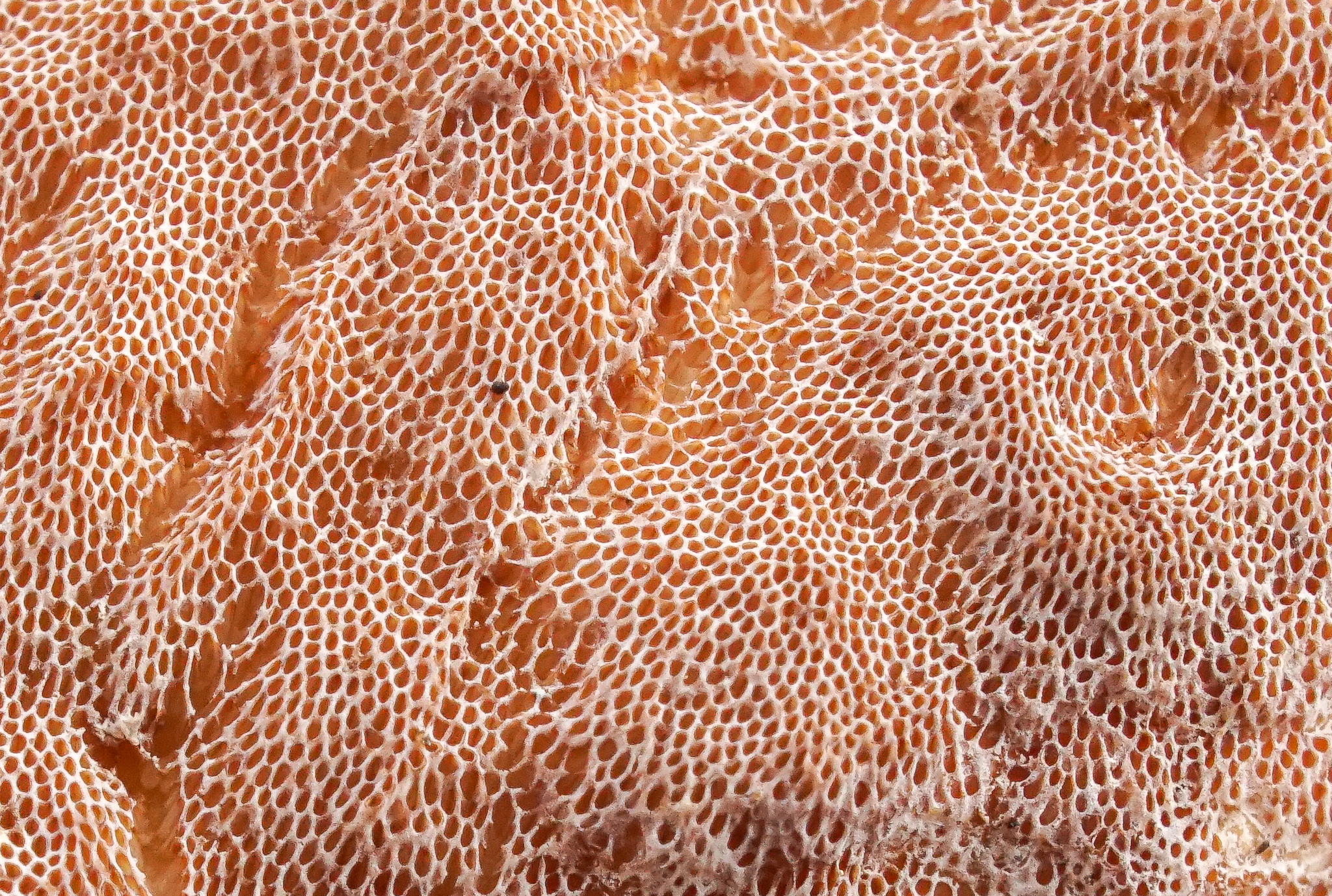

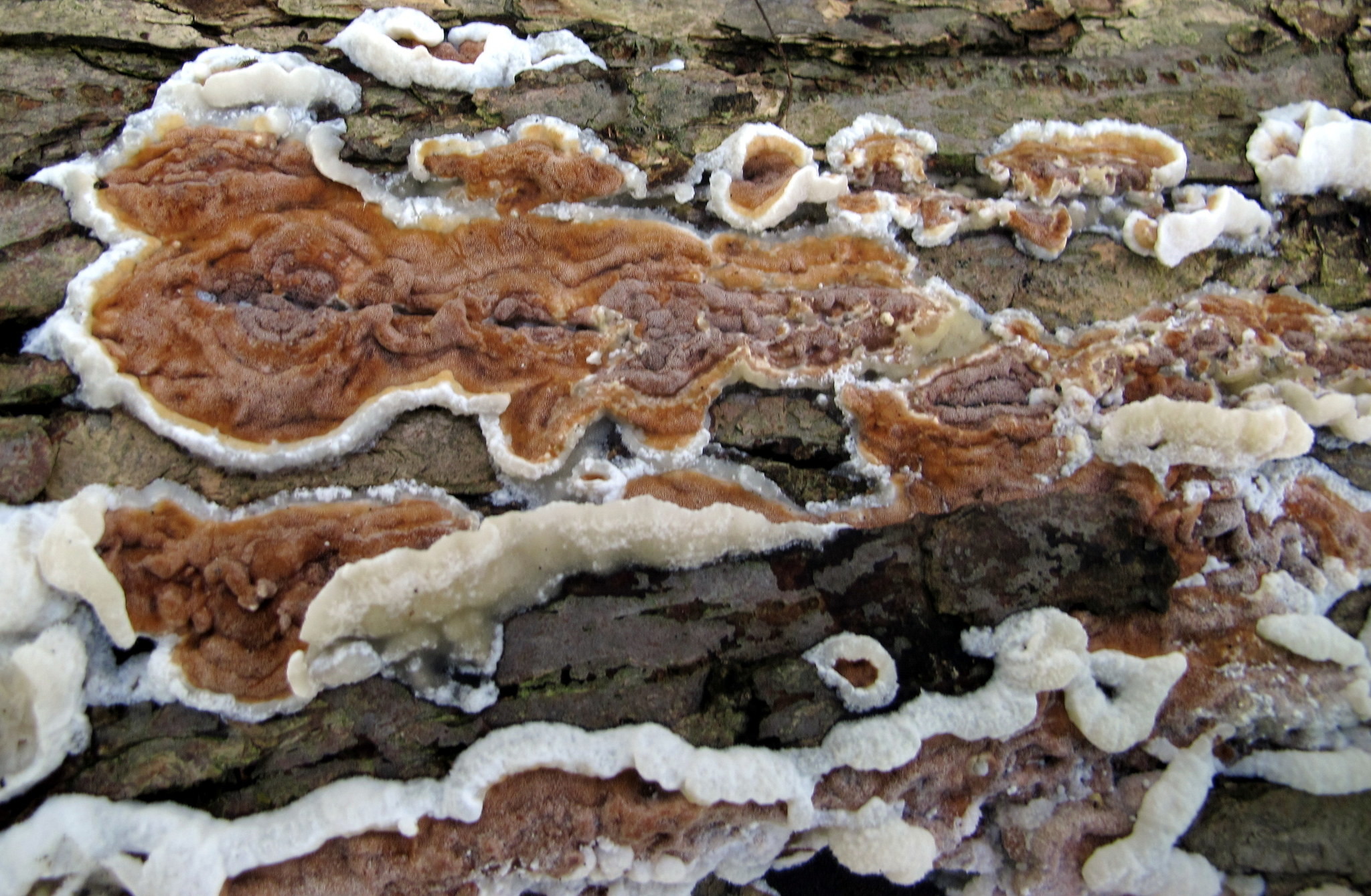

Klejoporek dwubarwny (Vitreoporus dichrous (Fr.) Zmitr.) – gatunek grzybów z rzędu żagwiowców (Poluyporales).

## Systematyka i nazewnictwo
Pozycja w klasyfikacji według Index Fungorum: Vitreoporus, Irpicaceae, Polyporales, Incertae sedis, Agaricomycetes, Agaricomycotina, Basidiomycota, Fungi.
Gatunek ten opisał w 1815 roku Elias Fries, nadając mu nazwę Polyporus dichrous. Obecną, uznaną przez Index Fungorum nazwę nadał mu Ivan V. Zmitrovich w 2018 r.
Ma 20 synonimów. Niektóre z nich:
- Caloporus dichrous (Fr.) Ryvarden 1976
- Gelatoporia dichroa (Fr.) Ginns 2014
- Gloeoporus dichrous (Fr.) Bres. 1912
- Poria subviridis Rick 1937

W 1967 r. Stanisław Domański nadał mu polską nazwę klejoporek dwubarwny (dla naukowej nazwy Gloeoporus dichrous). Po przeniesieniu do rodzaju Vitreoporus nazwa polska stała się niespójna z nazwą naukową.

## Morfologia
Owocnik
Jednoroczny, rozpostarty lub rozpostarto-odgięty, czasami tworzący małe, wąskie, wydłużone kapelusiki podobne do półek. W stanie świeżym miękki, po wyschnięciu twardniejący. Kapelusiki rzadko osiągają powyżej 4 cm szerokości, 10 cm długości i 5 mm grubości u podstawy. Powierzchnia najpierw drobno oczkowata, później bardziej jednolita z koncentrycznymi strefami wzrostu, najpierw jasno czerwonawa, wkrótce ciemnofioletowa, bardziej brązowa w starszym wieku. Brzeg biały, szeroki i okrągławy, silnie kontrastujący z ciemną powierzchnią porów. Hymenofor rurkowaty. Pory okrągłe i kanciaste, w liczbie 4–6 na mm. Warstwa rurek galaretowata, a świeże rurki gumowate, po wyschnięciu i w starszych owocnikach żywiczne i zrogowaciałe. Nad rurkami znajduje się cienka i wyraźna strefa o tym samym kolorze i konsystencji co rurki. Kontekst czysto biały, o grubości do 4 mm, od watowatego do luźnego, wyraźnie grubszy niż rurki.
Cechy mikroskopowe
System strzępkowy monomityczny. Strzępki generatywne ze sprzążkami, w kontekście wyraźnymi, grubościennymi i dużymi, o szerokości do 6 µm, umiarkowanie rozgałęzione, w rurkach i strefie żywicznej nad rurkami silnie zlepione, cienkościenne, do 3,5 µm średnicy. Zarodniki kiełbaskowate do cylindrycznych, szkliste, cienkościenne, gładkie i nieamyloidalne, 3,5–5,5 × 0,7–1,5 µm. Brak szczecinek i cystyd

## Występowanie i siedlisko
Występuje na wszystkich kontynentach poza Antarktydą, a także na wielu wyspach. W Europie podano jego stanowiska na całym obszarze. W. Wojewoda w 2003 r. przytoczył 10 jego stanowisk w Polsce. Znajduje się jednak na Czerwonej liście roślin i grzybów Polski. Ma status E – gatunek wymierający, którego przeżycie jest mało prawdopodobne, jeśli nadal będą działać czynniki zagrożenia. Znajduje się na listach gatunków zagrożonych także w Danii, Niemczech, Holandii.
Nadrzewny grzyb saprotroficzny. Występuje w naturalnych lasach na martwym drewnie drzew liściastych, zwłaszcza na brzozie brodawkowatej i leszczynie pospolitej. Czasami obserwowano go na obumarłych owocnikach hub. Rozwija się od wiosny do jesieni, a w rejonach o cieplejszym klimacie przez cały rok. Powoduje białą zgniliznę drewna.